# دیزرائیلی (فیلم ۱۹۲۹)
دیزرائیلی (انگلیسی: Disraeli) فیلمی در ژانر درام به کارگردانی آلفرد گرین است که در سال ۱۹۲۹ منتشر شد. از بازیگران آن می‌توان به جوآن بنت، دوریس لوید و جرج آرلیس اشاره کرد.